# Бірюков Микола Зотович
Микола Зотович Бірюко́в (14 лютого 1912, Орєхово-Зуєво — 31 січня 1966, Ялта) — російський радянський письменник; член Спілки письменників СРСР з 1942 року.

## Біографія
Народився 1 [14] лютого 1912 року в місті Орєхово-Зуєві (нині Московська область, Росія) у багатодітній сім'ї робітників-текстильників. В 1928 році вступив до індустріального технікуму. У 1930 році, під час ліквідації аварії на будівництві споруд для Дульовського порцелянового заводу, потрапив у крижану воду і тяжко захворів, став повністю нерухомим.
Зайнявся самоосвітою, поступив вчитися на заочні відділення відразу двох московських інститутів: Інституту іноземних мов та Літературного інституту. 1938 року одружився з учителькою Ганною. Багато подорожував: об'їздив 67 міст і сіл СРСР. Член ВКП(б) з 1951 року.
Протягом 1955—1966 років мешкав у Ялті, де і помер 31 січня 1966 року. Похований у Ялті на міському кладовищі (сектор № 7). 1969 року на могилі встановлений пам'ятник — діоритовий пілон з необробленою поверхнею. У верхній частині пілона висічений горельєфний портрет письменника.

## Творчість
У першій книзі «На хуторах» (журнал «Октябрь», 1939, № 4–11) відображено становлення Радянської влади на селі. Автор статті «Новели Стефаника» (журнал «Октябрь», 1941, № 3). В основі роману «Чайка» (Москва, 1947; український переклад — Київ, 1985) — подвиг партизанки Лізи Чайкіної.
На основі зібраних ним під час подорожей у Середню Азію матеріалів написав роман про будівництво Великого Ферґанського каналу «Води Нарина» (Москва, 1949), у Надволжя — книгу нарисів «На мирній землі» (Москва, 1952).
Автор історичної повісті про російський пролетаріат «Перший грім» (1957), історико-революційного роману «Крізь вихори ворожі» (1959), історико-літературної епопеї «На крутих перевалах» (у 4-х томах, Сімферополь, 1965). Присвячена лікарям книжка «Друге серце» (1 частина, 1965; 2 частина, 1966, не завершена) опублікована 2000 році в Орєхово-Зуєвому.
Твори перекладені багатьма мовами народів СРСР і країн соцтабору.

## Відзнаки
Нагороджений
- орденами Трудового Червоного Прапора (24 листопада 1960), «Знак Пошани»;
- медалями «За доблесну працю у Великій Вітчизняній війні 1941—1945 рр.», «У пам'ять 800-річчя Москви» (1947);

премії
- Сталінська премія 3-го ступеня (1951; за роман «Чайка»);
- Республіканська премія ЛКСМУ імені Миколи Островського (1968, посмертно)[2].

## Вшанування

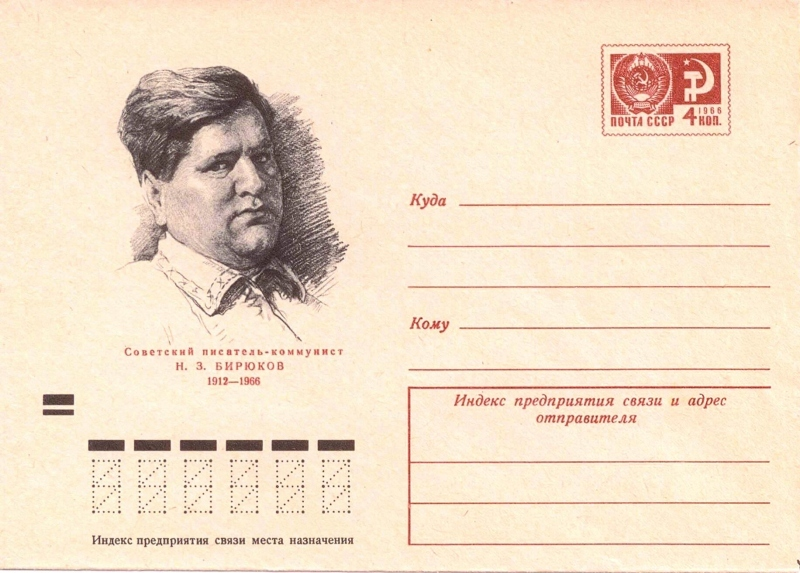
Конверт пошти СРСР.

- 1968 року засновано Кримську обласну комсомольську премію імені Миколи Бірюкова;
- У листопаді 1970 року у Ялті відкрито Будинок-музей М. З. Бірюкова;
- Ім'ям Бірюкова названо відкритий у 1977 році астероїд № 2477;
- На його честь названо вулицю в Орєхово-Зуєво, теплохід «Николай Бирюков» (проєкт 1430);
- Школа № 20 міста Орєхово-Зуєво, має ім'я письменника, на території школи встановлено його погруддя;
- У 1981 році випущено маркований конверт пошти СРСР із зображенням письменника.

## Переклади творів українською мовою
Микола Бірюков. Чайка (переклад Марії Пригари) — Сімферополь, Таврія, 1975 — 376 с.